# Paratyndaris mojito
Paratyndaris mojito es una especie de escarabajo barrenador metálico del género Paratyndaris, de la familia Buprestidae, orden Coleoptera.

## Distribución
Se distribuye por la ecozona del Neotrópico.

## Taxonomía
Fue descrita por Bílý en 1987 y publicada en Bílý S. Tyndaris (Knulliella) mojito sp. n. from Cuba (Coleoptera, Buprestidae). Acta Entomologica Bohemoslovaca 84:45- 47. (1987).